# Karlshuld
Karlshuld è un comune tedesco di 5 021 abitanti, situato nel land della Baviera.